# Melíssia
Melíssia (en grec moderne : Μελίσσια) est un ancien dème au nord-est d'Athènes en Grèce, qui a fusionné avec les dèmes de Pendeli et de Néa Pendéli, pour former l'actuel dème de Pendeli, dont il constitue un district municipal. Situé à 12 km du centre d'Athènes, il appartenait à la nomarchie d'Athènes.